# SloTop50
Le SloTop50 est le classement officiel des singles en Slovénie, fondé en 2013. Il présente des classements hebdomadaires, mensuels et de fin d'année. Le SloTop50 est établi par la SAZAS (Association des compositeurs, auteurs et éditeurs pour la protection du droit d'auteur en Slovénie) sur la base des diffusions des singles à travers 61 stations de radio slovènes.
La première chanson numéro un du SloTop50 était Srečno novo leto du groupe slovène de pop rock Rok 'n' Band (sl), lors de la première édition du SloTop50 le 6 janvier 2013.

## Classements
En 2020, trois classements musicaux sont publiés :
- SloTop50 Singles - hebdomadaire ;
- SloTop50 Singles - mensuel ;
- SloTop50 Singles - classement de fin d'année.

## Chanson de l'année
La chanson de l'année est choisi en trois catégories : la meilleure chanson internationale, la meilleure chanson slovène et la meilleure chanson de Noël.
| 2013 | Wake Me Up          | Avicii ft. Aloe Blacc | Nasmeh življenja | Nika Zorjan   | Hey Brother                | Avicii                     |
| 2014 | Jubel               | Klingande             | Spet             | Tinkara Kovač | All About That Bass        | Meghan Trainor             |
| 2015 | Love Me Like You Do | Ellie Goulding        | Here for You     | Maraaya       | Hello                      | Adele                      |
| 2016 | Photograph          | Ed Sheeran            | To mi je všeč    | Nina Pušlar   | Driving Home for Christmas | Chris Rea                  |
| 2017 | Shape of You        | Ed Sheeran            | Heart of Gold    | BQL           | Last Christmas             | Wham!                      |
| 2018 | Perfect             | Ed Sheeran            | Srce za srce     | Alya          | In My Mind                 | Dynoro ft. Gigi D'Agostino |
| 2019 | Sweet but Psycho    | Ava Max               | Vroče            | S.I.T.        | Dance Monkey               | Tones and I                |